# المستوى 3 للاتصالات
المستوى 3 للاتصالات بالإنجليزية:(Level 3 Communications) شركة أمريكية متعددة الجنسيات للاتصالات وخدمات الإنترنت ومقرها في مقاطعة برومفيلد، كولورادو. في النهاية أصبحت جزءًا من سينشري لينك، حيث تم تعيين Jeff Storey كمدير تنفيذي للعمليات ليصبح الرئيس التنفيذي لشركة CenturyLink بعد عام واحد في خطة تعاقب مرتبة مسبقًا.
المستوى 3 تدير شبكة المستوى 1 . قدمت الشركة النقل الأساسي، IP ، الصوت والفيديو، وتسليم المحتوى لشركات الإنترنت المتوسطة والكبيرة في أمريكا الشمالية وأمريكا اللاتينية وأوروبا ومدن مختارة في آسيا. كان المستوى 3 أيضًا أكبر شركة نقل محلية قادرة على المنافسة (CLEC) وثالث أكبر مزود لخدمات الإنترنت بالألياف البصرية (على أساس التغطية) في الولايات المتحدة.
في 31 أكتوبر 2016، أعلنت شركة سينشري لينك عن اتفاق لشراء شركة المستوى 3 للاتصالات.

## روابط خارجية
- بيانات الأعمال الخاصة بمستوى 3 من الاتصالات: Google Finance
- ياهو! المالية
- رويترز
- برادة المجلس الأعلى للتعليم
- معلومات الشركة بالإنجليزية